# 대한민국의 군용기 목록
대한민국 군용기 목록은 대한민국 국군에서 광복 이래 운용한 군용기 목록이다. 용도별로 분류한 후 다시 도입 순서대로 작성하였다. 대한민국 공군 웹사이트의 내용을 다시 정리한 것이다.

## 전체 개요
| 1945년 이후의 군용항공기            |           |                                |                                   |                     |
| 고정익기                            |           |                                |                                   |                     |
| 제식번호                            | 도입 년도 | 정보/임무                      | 소속                              | 운용 현황           |
| 전투기                              |           |                                |                                   |                     |
| F-4E 팬텀 II                        | 1972년    | 전천후 전투폭격기              | 대한민국 공군                     | 퇴역                |
| F-5A/B 프리덤파이터                 | 1965년    | 전투기                         | 대한민국 공군                     | 퇴역                |
| F-5E/F 프리덤 파이터                | 1975년    | 전투기                         | 대한민국 공군                     | 운용 중 (추후 퇴역) |
| KF-5E/F 제공호                      | 1982년    | 전투기                         | 대한민국 공군                     | 운용 중 (추후 퇴역) |
| F-15K 슬램 이글                     | 2005년    | 전천후 전투폭격기              | 대한민국 공군                     | 운용 중             |
| F-16 파이팅 팰콘                    | 1992년    | 전투폭격기                     | 대한민국 공군                     | 운용 중             |
| KF-16C/D 보라매                     | 1991년    | 전투폭격기                     | 대한민국 공군                     | 운용 중             |
| F-35A 라이트닝                      | 2018년    | 스텔스 다목적 전투기           | 대한민국 공군                     | 운용 중             |
| FA-50 파이팅이글                    | 2014년    | 경공격기                       | 대한민국 공군                     | 운용 중             |
| F-51 무스탕                         | 1950년    | 공군 최초 전투기               | 대한민국 공군                     | 퇴역                |
| F-86 세이버                         | 1955년    | 아음속 전투기                  | 대한민국 공군                     | 퇴역                |
| 공격기                              |           |                                |                                   |                     |
| TA-50                               | 2011년    | 공격기, 고등훈련기             | 대한민국 공군                     | 운용 중             |
| FA-50                               | 2011년    | 경공격기                       | 대한민국 공군                     | 운용 중             |
| KA-1                                | 2005년    | 공격기, 정찰기, 저속통제기     | 대한민국 공군                     | 운용 중             |
| A-37                                | 1976년    | 공격기                         | 대한민국 공군                     | 퇴역                |
| 훈련기, 연락기                      |           |                                |                                   |                     |
| CAP-10                              | 1975년    | 훈련기, 연락기                 | 대한민국 공군                     | 퇴역                |
| L-2                                 | 1989년    | 훈련기, 연락기                 | 대한민국 공군                     | 퇴역                |
| L-4                                 | 1948년    | 연락기, 정찰기                 | 대한민국 공군                     | 퇴역                |
| L-5                                 | 1948년    | 연락기, 정찰기                 | 대한민국 공군                     | 퇴역                |
| T-6 텍산                            | 1950년    | 훈련기                         | 대한민국 공군                     | 퇴역                |
| T-103                               | 2004년    | 훈련기                         | 대한민국 공군                     | 운용 중 (추후 퇴역) |
| KT-1 웅비                           | 2001년    | 기본훈련기                     | 대한민국 공군                     | 운용 중             |
| T-59 호크                           | 1992년    | 준고등훈련기                   | 대한민국 공군                     | 퇴역                |
| T-50 골든이글                       | 2005년    | 고등훈련기                     | 대한민국 공군                     | 운용 중             |
| KC-100 나라온                       | 2018년    | 기본훈련기                     | 대한민국 공군                     | 도입 중             |
| T-37                                | 1988년    | 훈련기                         | 대한민국 공군                     | 퇴역                |
| T-41                                | 1988년    | 훈련기                         | 대한민국 공군                     | 퇴역                |
| 부활호                              | 1953년    | 대한민국 최초 제작 비행기      | 대한민국 공군                     | 퇴역                |
| 수송기                              |           |                                |                                   |                     |
| C-130J 슈퍼 허큘리스                | 2014년    | 수송기                         | 대한민국 공군                     | 운용 중             |
| C-130 허큘리스                      | 1988년    | 수송기                         | 대한민국 공군                     | 운용 중             |
| CN-235                              | 1988년    | 수송기                         | 대한민국 공군                     | 운용 중             |
| 보잉 747-8                          | 2022년    | VIP 수송기                     | 대한민국 공군                     | 운용 중             |
| 보잉 747-400                        | 2010년    | VIP 수송기                     | 대한민국 공군                     | 퇴역                |
| 보잉 737-300                        | 1985년    | VIP 수송기                     | 대한민국 공군                     | 운용 중             |
| VCN-235                             | 1990년    | VIP 수송기                     | 대한민국 공군                     | 운용 중             |
| HS-748                              | 1974년    | VIP 수송기                     | 대한민국 공군                     | 퇴역                |
| VC-118                              | 1977년    | VIP 수송기                     | 대한민국 공군                     | 퇴역                |
| 공중급유기                          |           |                                |                                   |                     |
| 에어버스 A330 MRTT                  | 2018년    | 공중급유기                     | 대한민국 공군                     | 운용 중             |
| 정찰기                              |           |                                |                                   |                     |
| RQ-4                                | 2020년    | 정찰기                         | 대한민국 공군                     | 도입 중             |
| RQ-101                              | 2002년    | 정찰기                         | 대한민국 육군                     | 운용 중             |
| RQ-102K                             | 2017년    | 정찰기                         | 대한민국 육군                     | 도입 중             |
| RKF-16A                             | 2013년    | 정찰기, 전투기                 | 대한민국 공군                     | 운용 중             |
| RF-4C                               | 1989년    | 정찰기                         | 대한민국 공군                     | 퇴역                |
| RF-5A                               | 1966년    | 정찰기                         | 대한민국 공군                     | 퇴역                |
| RF-86F                              | 1958년    | 공군 최초 정찰기               | 대한민국 공군                     | 퇴역                |
| 금강 정찰기                         | 1978년    | 영상정보 정찰기                | 대한민국 공군                     | 운용 중             |
| 백두 정찰기                         | 1985년    | 신호정보 정찰기                | 대한민국 공군                     | 운용 중             |
| E-737 피스아이                      | 2011년    | 공중조기경보통제기             | 대한민국 공군                     | 운용 중             |
| 대잠초계기                          |           |                                |                                   |                     |
| P-3CK 오라이언                      | 1973년    | 대잠초계기                     | 대한민국 해군                     | 운용 중             |
| P-8 포세이돈                        | 2020년    | 대잠초계기                     | 대한민국 해군                     | 도입 예정           |
| 세스나 F-406 캐러밴                 | 2002년    | 지휘기                         | 대한민국 해군                     | 운용 중             |
| 헬기                                |           |                                |                                   |                     |
| 제식번호                            | 도입 년도 | 정보/임무                      | 소속                              | 운용 현황           |
| 다목적헬기                          |           |                                |                                   |                     |
| AS-362 수퍼퓨마                     | 1988년    | 다목적 헬기                    | 대한민국 공군                     | 운용 중             |
| CH-47                               | 1990년    | 다목적 헬기                    | 대한민국 공군, 육군               | 운용 중             |
| KUH-1 수리온                        | 2012년    | 다목적 헬기                    | 대한민국 공군, 해군, 육군, 경찰청 | 도입 중             |
| UH-1H                               | 1962년    | 다목적 헬기                    | 대한민국 공군, 해군, 육군         | 2020년 퇴역         |
| UH-60                               | 1990년    | 다목적 헬기                    | 대한민국 공군, 해군, 육군         | 운용 중             |
| HH-60                               | 1990년    | 탐색구조 및 다목적 헬기        | 대한민국 공군                     | 운용 중             |
| HH-32                               | 1990년대  | 탐색구조 및 다목적 헬기        | 대한민국 공군                     | 운용 중             |
| MI-172                              | 1990년대  | 경찰특공대 수송 및 다목적 헬기 | 대한민국 경찰청                   | 운용 중             |
| 벨 412                              | 1982년    | 다목적 헬기                    | 대한민국 공군                     | 운용 중             |
| VIP 수송헬기                        |           |                                |                                   |                     |
| VH-60                               | 1992년    | VIP 수송헬기                   | 대한민국 공군                     | 운용 중             |
| VH-92                               | 2005년    | VIP 수송헬기                   | 대한민국 공군                     | 운용 중             |
| 대잠헬기                            |           |                                |                                   |                     |
| 어구스타 웨스트랜드 슈퍼링스        | 1985년    | 대잠헬기                       | 대한민국 해군                     | 운용 중             |
| 어구스타 웨스트랜드 AW-159 와일드캣 | 2016년    | 대잠헬기                       | 대한민국 해군                     | 운용 중             |
| SA-319 알루엣                       | 1982년    | 대잠헬기                       | 대한민국 해군                     | 운용 중 (추후 퇴역) |
| 공격헬기                            |           |                                |                                   |                     |
| 500MD                               | 1976년    | 경공격헬기                     | 대한민국 육군                     | 운용 중 (추후 퇴역) |
| AH-1S                               | 1977년    | 공격헬기                       | 대한민국 육군                     | 운용 중             |
| AH-1F                               | 1989년    | 공격헬기                       | 대한민국 육군                     | 운용 중             |
| AH-64E 가디언                       | 2016년    | 공격헬기                       | 대한민국 육군                     | 도입 중             |
| BO-105                              | 2000년대  | 정찰, 수송헬기                 | 대한민국 육군                     | 운용 중 (추후 퇴역) |

## 전투기
- P-51 머스탱 (1950년)

한국 전쟁이 발발한 직후인 7월 2일 일본에 주둔하고 있던 미 공군용 기체 10대를 급히 인수하여 한국 공군 최초의 전투기가 되었다. 대한민국 국적 마크는 그리지도 못하고 미 공군용 국적 기호를 그대로 놔둔 채 일본에서 출발할 정도로 다급하게 도입한 기체였지만, 이후 대한민국 공군의 밑거름이 되었다. 전쟁 중에는 전투기로서보다 지상지원에 많이 동원되었다.
- F-86 세이버 (1950년대)

미 공군의 제트 전투기. 전후에 한국 공군에 인도되어 80년대 초반까지 운용되었으나 F-5로 대체되며 현재는 전량 퇴역하였다.
- F-5A/B 프리덤 파이터 (1960년대)

한국 공군 최초의 초음속 제트 전투기. 현재는 전량 퇴역하였다.
- F-4D 팬텀 (1960년대)

베트남 전쟁 참전 후 미군의 원조로 도입하여 미 공군과 비슷한 시기에 일본도 갖지 못한 이 기체를 도입하였다. 현재 전량 퇴역하였으며 F-15K가 그 뒤를 잇고있다.
- F-4E 팬텀 (1970년대)

4,000시간이던 수명을 기골 보강 작업으로 9,600시간으로 늘려 2024년까지 운용했던 한국 공군의 핵심 종심 타격전력이었다. 현재는 전량 퇴역하였다.
- F-5 E/F 타이거 (1970년대)

당분간 High and Low에서 Low급 전력으로 운용할 예정이며, 1980년대 초반 "제공호"라는 이름으로 대한항공서 면허 생산되기도 하였다. 현재는 순차적으로 퇴역중이다.
- F-16 C/D 파이팅 팰콘 (1980년대)

F-16 C/D Block 32를 직구매
- KF-16 C/D (1990년대)

F-16 C/D Block 50/52를 대한민국 면허 생산한 기체. 현재 127대가 운용 중이며 주력 전투기이다.
- F-15K 슬램 이글(대한민국 공군 명칭)

최신형 전투폭격기. 제공 임무보다 적 핵심 목표물에 대한 장거리 타격이 주 임무이다. 61대가 배치되었다. (추락 2대 포함)
- KF-21 보라매

대한민국의 국산 전투기이자 대한민국 2021년 4월에 출고식을 했다. 개발사는 KAI, 방위사업청이다.
- F-35A 라이트닝 / 프리덤 파이터(대한민국 공군 명칭)

최신형 스텔스 전투기. 현재 도입중.

## 공격기
- FA-50 (2010년) - T-50 골든이글을 기반으로 제작된 경공격기이다.
- TA-50 (2008년) - T-50 골든이글을 기반으로 제작된 전투/공격 겸 훈련기이다.
- A-37 드래곤플라이 (1970년대) - FA-50 도입으로 전량 퇴역하였다.

## 수송기
- C-47 다코타 (1950년대)

제2차 세계 대전 당시 미국의 주력 수송기로서 원래 민간 수송기 겸 여객기로 개발된 기체였다. 한국 공군용 기체는 1954년에 퇴역처리되었다.
- C-46 코만도 (1950년대)

역시 C-47과 함께 미 공군이 사용하던 기체다. 민간 수송기를 개조한 기체였다.
- C-54 스카이카스터 (1960년대)

과거 미 공군이 사용하던 기체를 인수받아 병력/물자 수송 및 VIP용으로 사용하였다. 이후 C-118로 대체되었다.
- C-118 스카이마스터 (1970년대)

과거 미 공군이 사용하던 기체를 인수받아 병력/물자 수송 사용하였고 일부는 VIP 수송용으로 개조하였다. 현재는 VIP용만 운용중이며 추후 퇴역할 예정이다.
- C-123 프로바이더 (1970년대)

1970년대 후반 공수 및 수송용으로 도입된 수송기. 현재는 CN-235로 대체되었다.
- C-130H 허큘리스 (1980년대)

한국의 주요 전략수송기. 동체 연장형인 C-130H-30형 모두 운용중이다.
- C-130J 슈퍼 허큘리스 (2010년대)

C-130 최신개량형이며 한국은 4대를 2014년도에 미국으로부터 사왔다. 대당 수입가격이 1000 억원에 달한다.
이전까지의 형식들이 그저 단순한 개량형에 불과했다면 C-130J형은 한 세대를 뛰어넘는, 환골탈태를 한 모델이다. 엔진은 롤스로이스 AE2100D3 터보프롭으로 교체되고 신형 6엽 프로펠러가 채용된다. 또한 칵핏의 에비오닉스도 완전히 바꿨는데 여기에 HUD까지 추가되어 이전 형식들과는 비교를 거부하는 뉴-제너레이션 허큘리스이다.
2021.9 아프카니스탄 인 390 여명을 한국으로 안전하게 이송하였다. (미라클 작전)

- CN-235

에스파냐제 중형 수송기. 한국 공군에는 에스파냐에서 생산한 기체와 인도네시아에서 생산한 기체가 섞여 있다.

## VIP 수송기
- VC-47 다코타 (1950년대)

한국전쟁 당시, 미군이 사용한 C-47수송기의 VIP 수송버전. 1955년 퇴역 후, VC-54로 대체되었다.
- VC-54 스카이마스터 (1960년대)

C-54기를 기반으로한 대통령전용기. 퇴역 후, VC-118로 대체되었다. 현재 강릉통일공원에 전시중이다.
- VC-118 (1970년대)

미군이 사용한 C-118 수송기의 VIP 수송버전. 현재도 사용중이나 기체 노후화로 추후 퇴역할 예정이다.
- HS-748 (1970년대)

영국제 HS-748의 VIP 수송버전. 현재도 운용중이나 노후화로 퇴역할 예정이다.
- 보잉 737-300 (1980년대)

최초로 도입된 제트형 대통령 전용기. 현재는 정부전용기 겸 피스아이 훈련용으로 사용중이다.
- 보잉 747-400 (2010년대)

대한항공과 10년 임차형식으로 도입되었던 대통령 전용기. 현재는 747-8I에 전용기 임무를 넘기고 퇴역하였다.
- 보잉 747-8I (2021년)

747-400를 대체할 목적으로 대한항공에서 임차한 대통령 전용기다. 2021년 11월에 첫 비행을 했다. 운영은 대한민국 공군이, 관리는 대한항공이 전담하고 있다. 대통령 전용기의 경우 일부 객실승무원 및 운항승무원은 대한항공에서 임차하여 운용한다.

## 연락기
- L-4 (1948년)

1948년 9월 13일 미군으로부터 인수받은 소형 정찰기로서 연락, 정찰, 훈련 등에 사용되었다. 한국 전쟁 중에 이 비행기에서 손으로 폭탄을 떨어뜨려 북한군의 T-34/85를 저지하려 하기도 했다.
- L-5 (1948년)

L-4와 큰 차이가 없는 소형 정찰 및 연락기다. 단거리 이착륙이 가능해서 정찰, 연락, 표적지시, 요인 및 환자후송, 구조 등의 임무를 수행했다.
- L-19/O-1 (1950년대)

민간 항공기를 관측 및 전방항공통제 임무에 투입한 항공기다.

## 훈련기
- T-6 (1950년)

국민성금 30만 달러를 모아 캐나다로부터 구입한 훈련기이다. 한국 전쟁 발발 직전에 서울 상공에서 기념 비행을 하기도 했으나, 전쟁 초반에 대부분 상실하였다. 미국이 전투기 원조를 거부하여 도입하였다.
- T-33 (1950년대)

1950년대에 도입하여 훈련기로 사용.
- T-28 (1960년대)
- T-41 (1970년대)

4인승 터보프롭 훈련기로 1957년에 최초로 비행하였다.
- T-37 (1970년대)

세스나에서 제작한 쌍발 제트 훈련기. 일부는 블랙이글스 항공기로 사용되었으며 1990년대, T-59로 대체되었다.
- T-59 (1990년대)

군용기 중 처음으로 도입된 영국제 항공기. 훈련 및 공격용으로 사용되었으며 2013년 전량 퇴역하였다. 현재는 T-50 골든이글로 대체되었다.
- T-103 (2000년대)

초등 비행훈련을 위해 불곰사업 당시 러시아의 일류신사에서 자체 개발 및 생산한 초등 훈련기. KT-1으로 훈련하기 전에 먼저 이 기체로 훈련하게 되는데 현재 기종의 노후화로 추후 KC-100 나라온으로 대체될 예정이다.
- KT-1 (2000년대)

중등 비행 훈련을 위해 대한민국에서 자체 개발 및 생산한 중등훈련기. T-50으로 훈련하기 전에 먼저 이 기체로 훈련하게 된다.
- T-50 골든이글 (2000년대)

최신형이자 대한민국에서 최초로 자체 생산한 초음속 고등훈련기.

## 헬리콥터

### 다목적 헬기
- H-19 (1950년대)

비교적 대형 헬기. 보급품 수송 및 환자 수송에 사용되었으나, 1951년 884고지 전투 당시 한국군 지원을 위해 병력 224명을 수송하는 등 훗날 헬리본 작전의 가능성을 보여준 기체이다.
- UH-1H 휴이 (1960년대)

월남전 투입을 계기로 한국군에도 도입되었다. 현재 기체 노후화로 수리온으로 대체되어가고 있다.
- BO-105 (2000년대)

현재 12대가 도입되어 AH-1과 합동으로 운용하여 필요한 목표 및 전장 정보를 수집하여 AH-1 및 지휘부에 제공한다.
- CH-47 (1990년대)

대형 수송임무를 띤 탠덤식 대형헬기. 공군은 이를 개조한 HH-47을 운용중이다.
- UH-60 (1990년대)

노후화된 UH-1을 대신하여 도입된 중대형 다용도 헬기.
- Ka-32 (1990년대)

2중 반전식 로터를 채용하여 연비가 매우 낮은 점만 제외하면 대부분의 성능이 월등하여 해상 정찰, 해상 침투, 산악화재 진압 등 특수임무에 사용함.
- KUH-1 수리온 (2010년대)

대한민국 최초 제작 헬기로서 유로콥터의 쿠거를 베이스로 만들었으나 성능면에서 우월하며 설계와 생산을 독자적으로 하였다.
- MI-172 (1990년대)

28명 정도 인원을 한꺼번에 수송할 수 있어 경찰특공대 등 특수부대 수송을 위해 사용함.

### 공격헬기
- AH-1 코브라

1988년 처음으로 도입된 육군의 공격헬기. 현재 차기 공격 헬기 도입 사업(AH-X)이 추진 중이다.
- AH-64E 아파치 가디언

육군의 대형공격헬기 사업에 따라 2016년 4대를 시작으로 순차적으로 36대를 도입할 예정이다.
- 500MD 토우 디펜더 (1970년대)

1976년에 처음 도입하기 시작하여 88년까지 대한항공에서 면허생산하는 방식으로 생산되었다. 기본형과 경공격형이 있으며 경공격 겸 정찰헬기로 쓰이고 있다.

### 대잠초계헬기
- 어구스타 웨스트랜드 슈퍼링스

해군이 대잠전용으로 운용 중인 중형 헬기이다.
- 어구스타 웨스트랜드 AW-159 와일드캣

일부 노후화된 슈퍼링스 헬기를 대체하기 위해 도입된 대잠헬기이다.

### VIP 및 SAR 헬기
- AS-332 슈퍼푸마 (1980년대)

프랑스 에어로스파시알사에서 개발한 쌍발 대형 헬기. VIP 수송 및 탐색구조 임무에 사용.
- B-412 (1980년대)

미국의 벨 헬리콥터에서 개발한 쌍발 엔진의 헬리콥터로 VIP 수송 및 탐색구조 임무에 사용.
- VH-92 (2000년대)

2005년 5월에 대통령전용헬기로 선정된 미국의 시코르스키사의 최신 대형 헬리콥터이다.
- VH-60 블랙호크 (2000년대)

UH-60 블랙호크 헬기를 기반으로 생산, 도입된 대통령전용헬기.

## 정찰기 / 관측기
- RF-5A (1970년대)

F-5 프리덤파이터를 기반으로한 전술정찰기. 현재는 퇴역하였으며 RF-4C로 대체되었다.
- O-2 (1970년대)

과거 미군이 사용한 기체를 인수받아 사용한 전략관측기.
- RF-4C (1980년대)

주한 미공군의 잉여 기체를 인수받아 사용하고 있다. 현재는 전량 퇴역하였으며 KF-16을 기반으로한 RKF-16으로 대체되었다.
- RC-800

호커800 비지니스 제트기를 기반으로 생산된 정찰기.
- KO-1 (2005년)

중등훈련기 KT-1을 개조하여 정찰 및 무장 포드를 탑재한 저속통제기이다. 현재 배치가 진행 중이며, 인도네시아에도 수출하고 있다.
- RQ-101 (2002)
- 한국항공우주산업에서 개발하여 대한민국 육군에 배치되었다.

- RQ-102K (2017)

대한항공에서 개발하여 대한민국 육군에 배치되었다.
RQ-4 글로벌호크 (2020)
- E-737 피스아이

보잉 737-700 여객기를 개조한 조기경보기이다. 대한민국 공군이 2010년부터 보유하기 시작하였고 2대를 추가 도입할 예정이다

## 대잠전기
- S-2 트래커 (1970년대)

1970년대에 육상기지에서 발진하는 대잠전기다. 현재 전량퇴역.
- P-3CK 오라이온 (1990년대)

기존 S-2의 노후화와 성능 부족으로 새로 도입한 장거리 대형 대잠초계기. 대잠 임무 외에 해상 초계활동에도 투입되고 있다.
- P-8 포세이돈 (2010년대)

미국의 최신예 대잠초계기. 대북 잠수전력에 대응하기 위해 현재 8대를 도입할 예정이다.

## 기타
- 부활호 (1954년)

1954년 4월에 공군기술학교에서 폐부품을 모아 만든 비행기다.
- PL-2 (1971년)

자체 항공기 설계 능력을 보유하기 위해 시험 개발된 항공기
- T-50B

T-50훈련기를 개조해 곡예비행단 블랙이글스 용으로 만들어진 항공기

## 같이 보기
- 대한민국 국군
  - 대한민국 공군(ROKAF)
- 미국의 군사
  - 미국 공군(USAF)
- 일본 자위대
  - 일본 항공자위대(JASDF)